# Amal Mahmoud Osman
Amal Mahmoud Osman (nascida a 21 de outubro de 1978) é uma atleta egípcia de levantamento de peso que compete a nível internacional em representação do seu país. Ela ganhou medalhas em três paraolimpíadas de verão sucessivas.

## Carreira
Mahmoud competiu nos seus primeiros Jogos Paraolímpicos de Verão nos Jogos de 2008 em Pequim, na China. Ela ganhou a medalha de prata nos 60 quilos na categoria de levantamento de peso, atrás da chinêsa Bian Jianxin. Jianxin quebrou os recordes mundiais e paraolímpicos duas vezes em levantamentos sucessivos para ganhar a medalha de ouro. Nos Jogos Paraolímpicos de Verão de 2012 em Londres, Inglaterra, Mahmoud competiu mais uma vez na mesma categoria, desta vez ganhando a medalha de bronze após um levantamento de 118 quilos. Amalia Pérez ganhou o ouro pelo México, com um novo recorde paraolímpico de 135 quilos.
Nos Jogos Paraolímpicos de Verão de 2016 no Rio de Janeiro, Mahmoud conquistou a medalha de bronze nos 67 quilos com um levantamento de 108 quilos. Yujiao Tan, da China, garantiu a medalha de ouro, enquanto Raushan Koishibayeva ganhou a prata pelo Cazaquistão. Após os jogos, Mahmoud foi uma das medalhadas que foi convidada para conhecer Abdel Fattah el-Sisi, presidente do Egito.